# Csíky Csaba Jenő
Csíky Csaba Jenő (Kolozsvár, 1942. február 16. –) magyar orvos és szakíró. Csíky Kálmán fia.

## Életpályája
Középiskolát a marosvásárhelyi Bolyai Farkas Líceumban végzett, ugyanitt szerzett orvosi oklevelet (1965), az orvostudományok doktora (1977), az OGYI pszichiátriai klinikájának professzora. Hazai és külföldi folyóiratokban (Revista Medicală, Neurologie – Psihiatrie, Ideggyógyászati Szemle, Budapest) több dolgozata jelent meg az elmebetegségek kezelési módszereiről és a korai diagnózis lehetőségeiről. Tudománynépszerűsítő írásait A Hét s a TETT közölte, egyetemi jegyzetek társszerzője. Ismertető jellegű pszichiátriai könyve magyarul Csíky Kálmán társszerkesztésében sajtó alatt.